# Witold Wierzbicki
Witold Wierzbicki (ur. 26 stycznia 1890 w Warszawie, zm. 30 stycznia 1965 tamże) – polski pedagog, konstruktor, inżynier komunikacji, wybitny specjalista w zakresie bezpieczeństwa konstrukcji, uzyskał pierwszy doktorat na Politechnice Warszawskiej, laureat tytułu doktora honoris causa tej uczelni.

## Życiorys

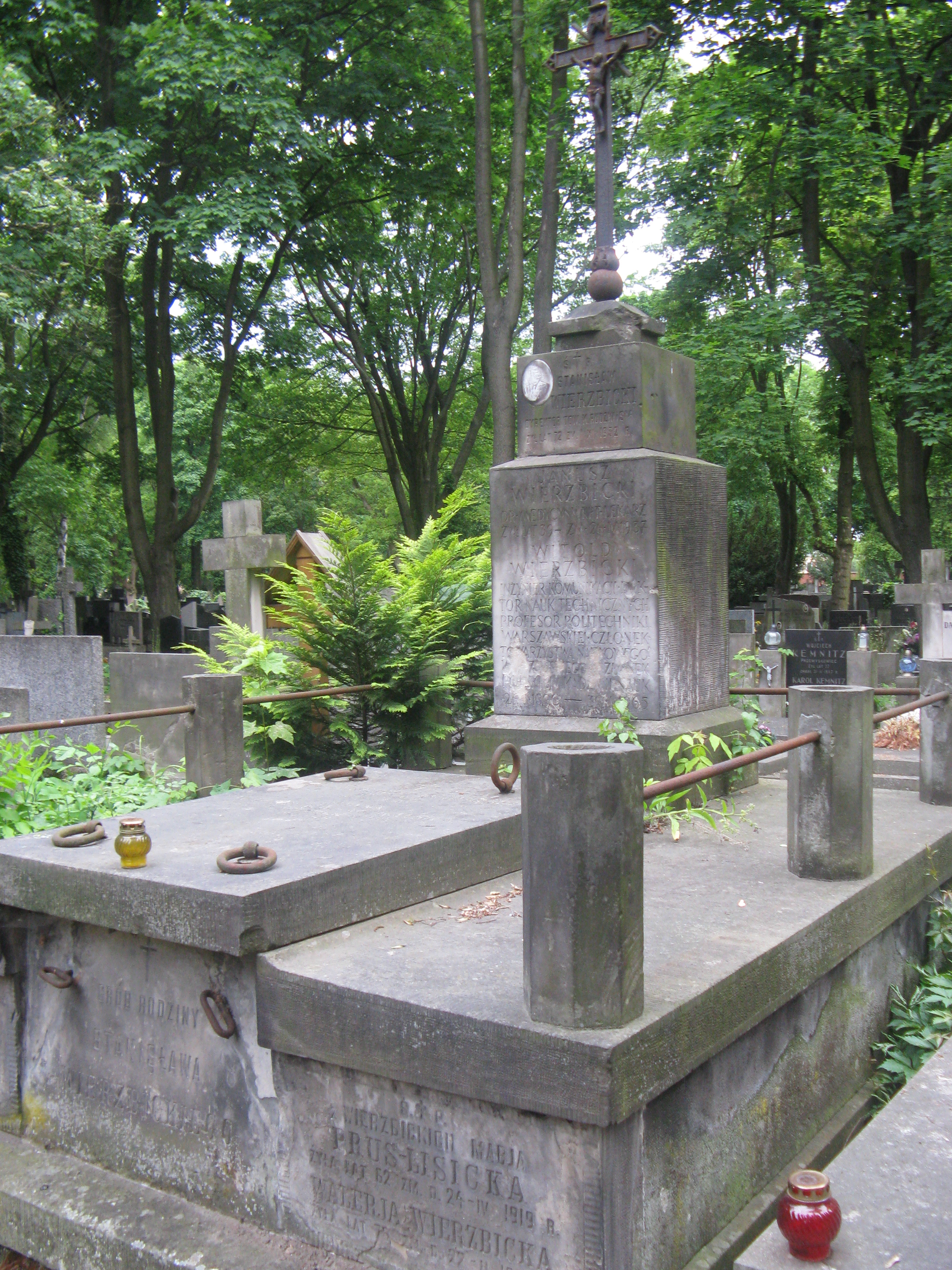
Grób Witolda Wierzbickiego na cmentarzu Powązkowskim

Urodził się w rodzinie Stanisława (zm. 1932), dyrektora handlowego firmy K. Rudzki i S-ka, i Stanisławy ze Żmijewskich. Do strajku szkolnego w 1905 uczył się w III (rosyjskim) gimnazjum w Warszawie, skąd został relegowany. Maturę uzyskał jako ekstern w Petersburgu. Następnie studiował na wydziale mechanicznym Instytutu Politechnicznego w Petersburgu oraz w Instytucie Inżynierów Komunikacji, który ukończył w 1916. Pracował na Kolei Permskiej. 
W 1918 wrócił do kraju i do 1929 pracował przy przebudowie warszawskiego węzła kolejowego, od 1922 był też asystentem w Katedrze Budowy Mostów Politechniki Warszawskiej, gdzie w 1925 na podstawie pracy pt.: „O wytrzymałości prętów złożonych w mostach żelaznych”, uzyskał stopień doktora – był to pierwszy doktorat na tej uczelni. W 1926 uzyskał habilitację, a następnie tytuł profesora nadzwyczajnego.
Podczas okupacji niemieckiej uczył w szkole budowlanej i wykładał w Państwowej Wyższej Szkole Technicznej (1942–1944), uczestnicząc w tajnym nauczaniu politechnicznym.
Po wojnie został wybrany na dziekana wydziału inżynierii Politechniki Warszawskiej. Kierował Katedrą Statyki Budowli do przejścia na emeryturę w 1960. W 1960 Senat Politechniki Warszawskiej przyznał Profesorowi Witoldowi Wierzbickiemu zaszczytny tytuł doktora honoris causa.
Od 1952 był członkiem rzeczywistym i wiceprezesem (do 1957) PAN. W Zakładzie Mechaniki Ośrodków Ciągłych PAN utworzył Pracownię Teorii Konstrukcji, którą kierował. 
Był prezesem Polskiego Związku Inżynierów i Techników Budownictwa (1951–1953) i NOT (1952–1957), członkiem założycielem (1958) i wieloletnim prezesem Polskiego Towarzystwa Mechaniki Teoretycznej i Stosowanej, był także członkiem PPR, a od 1948 PZPR.
Córka, Karyna Michalska (1918–2012), była profesorem historii teatru w Instytucie Sztuki PAN.
Zmarł 30 stycznia 1965 w Warszawie, pochowany na cmentarzu Powązkowskim (kwatera 131-3-16-17).

## Stanowiska
- 1926–1936 kierownik, dziekan, profesor Katedry Inżynierii Leśnej i Geodezji w Szkole Głównej Gospodarstwa Wiejskiego
- 1942–1944 prowadził zajęcia na tajnych kompletach w Państwowej Wyższej Szkole Technicznej w Warszawie
- 1936–1960 kierownik Katedry Statyki Budowli na Wydziale Inżynierii Politechniki Warszawskiej[3]

## Członkostwa
- 1932 członek Akademii Nauk Technicznych
- 1933 członek Towarzystwa Naukowego Warszawskiego
- 1952 członek rzeczywisty PAN
- 1952–1964 przewodniczący Rady Naukowej w IPPT PAN
- 1952–1957 wiceprezes PAN
- 1951–1952 prezes Polskiego Związku Inżynierów i Techników Budownictwa
- 1952–1957 prezes Naczelnej Organizacji Technicznej
- członek Międzynarodowego Towarzystwa Mostów i Konstrukcji (AIPC)[3]

## Ważne publikacje
- „Mechanika budowli” (do 1961 została wydana 6-krotnie)
- „Zadania ze statyki belek prostych”
- „Zadania z teorii ram, łuków i krat”
- „Zadania z teorii naprężeń wyboczenia i drgań”
- „Wstęp do dynamiki budowli”

## Ordery i odznaczenia
- Order Sztandaru Pracy I klasy (1954)[1]
- Krzyż Oficerski Orderu Odrodzenia Polski (19 sierpnia 1946)[6]
- Złoty Krzyż Zasługi (20 września 1951)[7]
- Medal 10-lecia Polski Ludowej (14 stycznia 1955)[8]

## Nagrody i wyróżnienia
- Państwowa Nagroda Naukowa I stopnia w dziale nauk technicznych za całość pracy naukowej, a w szczególności za prace dotyczące obiektywnego określenia współczynnika bezpieczeństwa w budownictwie, co pozwala na bardziej ekonomiczną realizację budowy (1950)[9]
- tytuł doktora honoris causa Politechniki Warszawskiej (1960)